# 左岸ウクライナ
左岸ウクライナ（さがんウクライナ；ウクライナ語：Лівобережна Україна）は、ウクライナを経て黒海に注ぐドニプロ川の左岸（東岸）に広がるウクライナの歴史的地名である。現在のキーウ州とチェルカースィ州の東部、チェルニーヒウ州、ポルタヴァ州、およびキーウの周辺にあたる地域である。

## 概要
「左岸ウクライナ」という地名は17世紀後半以降の史料で見られる。1667年のアンドルーシウ条約によりウクライナのコサック国家がポーランドとロシアの間に分割されると、キエフを含むドニプロ川の左岸に位置するコサック国家の領土はロシアの支配下に置かれ、「左岸ウクライナ」と呼ばれるようになった。
左岸ウクライナにおいてヘーチマンを棟梁とするコサックの自治制が存在していたが、1709年、大北方戦争中にヘーチマンのイヴァン・マゼーパが反ロシアの放蜂起を起こしたことによりコサックの自治権が大きく削減され、1722年にヘーチマンの政府が廃止された。1734年までにコサックの統制を行ったのはロシア政府の機関、小ロシア委員会であった。その後ヘーチマン政府は、一時期に回復されたものの、1764年に最終的に廃止されることとなった。このことによりコサック国家は事実上亡ぼされ、1781年にコサックの地域においてチェルニーヒウ代官地、ノーヴホロド・シーヴェルシクィイ代官地、キエフ代官地が設置された。さらに、1796年に当代官地は小ロシア県として統一されたが、1802年に当県はチェルニゴフ県とポルタヴァ県に分割された。
1917年に左岸ウクライナはウクライナ人民共和国の一部となったが、1918年から1919年にかけて続いたウクライナの内戦期の末にボリシェヴィキ系のウクライナ・ソビエト社会主義共和国の領土となった。
現在、1991年にソ連から独立したウクライナが左岸ウクライナを所有している。しかし、チェルニーヒウ地方の一部であるスタロドゥブの地域はロシアとベラルーシの支配下に置かれている。